# Виконт Чарлмонт

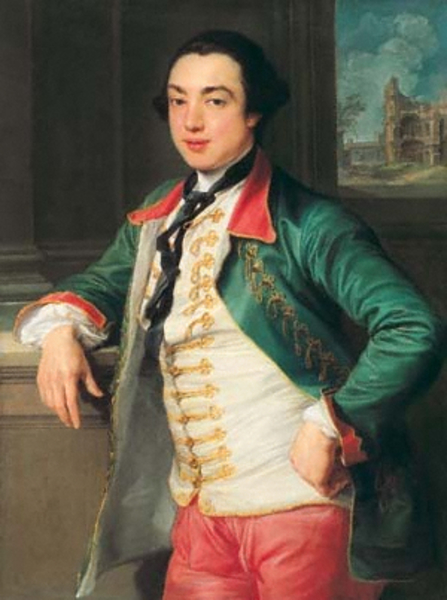
Джеймс Колфилд, 1-й граф Чарлмонт (1728—1799), портрет Помпео Батони, 1753—1756 годы

Виконт Чарлмонт (англ. Viscount Charlemont) — аристократический титул в системе Пэрства Ирландии. Он был создан 8 октября 1665 года для Уильяма Колфилда, 5-го барона Чарлмонта (1624—1671).

## История
Семья Колфилд происходит от сэра Тоби Колфилда (1565—1627), первоначально проживавшего в Оксфордшире (Англия). Он был британским военным, а также представлял Арму в Ирландской палате общин. В 1620 году для него был создан титул лорда Колфилда, барона Чарлмонта в звании пэра Ирландии. Ему наследовал его племянник, сэр Уильям Колфилд, 2-й барон Чарлмонт (1587—1640). Сын последнего, Тоби Колфилд, 3-й барон Чарлмонт (1621—1642), был застрелен в 1642 году по приказу сэра Фелима О’Нила, лидера Ирландского восстания 1641 года. Его младший брат, Уильям Колфилд, 5-й барон Чарлмонт (1624—1671), захватил Фелима О’Нила, ответственного за убийство его старшего брата. В 1665 году для него был создан титул виконта Чарлмонта в системе Пэрства Ирландии. Его сын, Уильям Колфилд, 2-й виконт Чарлмонт (ок. 1655—1726), был противником католического короля Якова II Стюарта, за что был лишен титула и своих владений. Новый король Вильгельм III Оранский восстановил его ирландские титулы и владения. Его сын, Джеймс Колфилд, 3-й виконт Чарлмонт, представлял Чарлмонт в ирландском парламенте. Его сменил его сын, Джеймс Колфилд, 4-й виконт Чарлмонт. В 1763 году для него был создан титул графа Чарлмонта (Пэрство Ирландии). Его старший сын, Фрэнсис Колфилд, 2-й граф Чарлмонт, заседал в Палате лордов Великобритании в качестве ирландского пэра-представителя (1806—1837). В 1837 году для него был создан титул барона Чарлмонта из Чарлмонта в графстве Арма в звании пэра Соединённого королевства. Лорд Чарлмонт позднее служил лордом-лейтенантом графства Тирон (1839—1863). Ему наследовал его племянник, Джеймс Молиньё Колфилд, 3-й граф Чарлмонт (1820—1892). Он заседал в Палате общин Великобритании от Армы с 1847 по 1867 год, а также служил в качестве лорда-лейтенанта графства Арма (1849—1864) и графства Тирон (1864—1892).
После его смерти в 1892 году титул графа Чарлмонта прервался, а титул виконта унаследовал его родственник, Джеймс Альфред Колфилд, 7-й виконт Чарлмонт (1830—1919). Он был потомком преподобного Чарльза Колфилда, пятого сына 2-го виконта Чарлмонта. Его племянник, Джеймс Эдвард Колфилд, 8-й виконт Чарлмонт (1880—1949), был членом Сената Северной Ирландии (1925—1937), министром образования Северной Ирландии (1926—1937) и спикером Сената Северной Ирландии (1926—1937). Он также заседал в Палате лордов Великобритании в качестве ирландского пэра-представителя (1918—1949). В 1949 году после смерти последнего титул виконта унаследовал его родственник, Чарльз Эдвард Сент-Джордж Колфилд, 9-й виконт Чарлмонт (1887—1964). Он был внуком Джеймса Колфилда, второго сына преподобного Ханса Колфилда, внука достопочтенного Чарльза Колфилда, пятого сына 2-го виконта Чарлмонта. В 1979 году после смерти его младшего брата, Ричарда Сент-Джорджа Колфилда, 12-го виконта Чарлмонта (1887—1979), эта линия семьи прервалась. Его преемником стал его родственник, Чарльз Колфилд, 13-й виконт Чарлмонт (1899—1985). Он был старшим сыном преподобного Уилберфорса Колфилда, четвертого сына преподобного Ханса Колфилда, внука достопочтенного Чарльза Колфилда, пятого сына 2-го виконта Чарлмонта. Его сменил его племянник, Джон Дэй Колфилд, 14-й виконт Чарлмонт (1934—2001).
По состоянию на 2025 год, обладателем титула являлся его сын, Джон Додд Колфилд, 15-й виконт Чарлмонт (род. 1966), который сменил своего отца в 2001 году. Он проживает в Канаде.

## Другие известные члены семьи Колфилд
- Томас Колфилд (1631—1690), депутат Палаты общин Ирландии от Чарлмонта, сын 2-го барона Чарлмонта;
- Уильям Колфилд (1665—1737), депутат Ирландской палаты общин от Талска, сын предыдущего;
- Томас Колфилд (1688—1747), член ирландского парламента от Талска, сын предыдущего;
- Тоби Колфилд (1694—1740), член Ирландской палаты общин от Талска, брат предыдущего;
- Сент-Джордж Колфилд[англ.] (1697—1778), депутат ирландского парламента от Талска (1727—1751), брат предыдущего. Генеральный солиситор Ирландии[англ.] (1739—1741), генеральный атторней Ирландии[англ.] (1741—1751), лорд главный судья Ирландии[англ.] (1751—1760);
- Джон Колфилд[англ.] (1661—1707), полковник, депутат ирландского парламента от Чарлмонта (1703—1707), сын 1-го виконта Чарлмонта;
- Фрэнсис Колфилд (ум. 1775), член Ирландской палаты общин от Армы и Чарлмонта, сын 3-го виконта Чарлмонта.

Родовая резиденция — Замок Роксборо в окрестностях Моу в графстве Тирон, и форт Чарлмонт под Чарлмонтом в графстве Арма.

## Бароны Колфилд из Чарлмонта (1620)
- 1620—1627: Тоби Колфилд, 1-й барон Колфилд[англ.] (2 декабря 1565 — 17 августа 1627), сын Александра Колфилда (ок. 1520 — ок. 1581);
- 1627—1640: Уильям Колфилд, 2-й барон Колфилд (8 октября 1587 — 4 декабря 1640), сын Джорджа Колфилда (ок. 1545—1603), племянник предыдущего;
- 1640—1642: Тоби Колфилд, 3-й барон Колфилд[англ.] (октябрь 1621 — 1 марта 1642), старший сын предыдущего;
- 1642—1642: Роберт Колфилд, 4-й барон Колфилд (1622 — 1642), младший брат предыдущего;
- 1642—1671: Уильям Колфилд, 5-й барон Колфилд (1624 — апрель 1671), третий сын 2-го барона Колфилда, виконт Чарлмонт с 1665 года.

## Виконты Чарлмонт (1665)
- 1665—1671: Уильям Колфилд, 1-й виконт Чарлмонт (1624 — апрель 1671), третий сын 2-го барона Колфилда;
- 1671—1726: Уильям Колфилд, 2-й виконт Чарлмонт (ок. 1655 -ум. 21 июля 1726), старший сын предыдущего;
- 1726—1734: Джеймс Колфилд, 3-й виконт Чарлмонт (29 июля 1682 — 21 апреля 1734), старший сын предыдущего;
- 1734—1799: Джеймс Колфилд, 4-й виконт Чарлмонт (18 августа 1728 — 4 августа 1799), старший сын предыдущего, граф Чарлмонт с 1763 года.

## Графы Чарлмонт (1763)
- 1763—1799: Джеймс Колфилд, 1-й граф Чарлмонт, 4-й виконт Чарлмонт (18 августа 1728 — 4 августа 1799), старший сын 3-го виконта Чарлмонта;
- 1799—1863: Фрэнсис Уильям Колфилд, 2-й граф Чарлмонт, 5-й виконт Чарлмонт (3 января 1775 — 26 декабря 1863), старший сын предыдущего;
- 1863—1892: Джеймс Молиньё Колфилд, 3-й граф Чарлмонт, 6-й виконт Чарлмонт (6 октября 1820 — 12 января 1892), старший сын достопочтенного Генри Колфилда (1779—1862), внук Джеймса Колфилда, 1-го графа Чарлмонта, племянник предыдущего.

## Виконты Чарлмонт (1665, продолжение)
- 1892—1913: Джеймс Колфилд, 7-й виконт Чарлмонт (20 марта 1830 — 4 июля 1913), старший сын Эдварда Хьюстона Колфилда (1807—1883), внук Джеймса Колфида, правнук Джеймса Колфилда (1737—1825), сына преподобного достопочтенного Чарльза Колфилда (1686—1768);
- 1913—1949: Джеймс Колфилд, 8-й виконт Чарлмонт (12 мая 1880 — 30 августа 1949), единственный сын достопочтенного Маркуса Пирса Фрэнсиса Колфилда (1840—1895), внук Эдварда Хьюстона Колфилда (1807—1883);
- 1949—1962: Чарльз Эдвард Сент-Джордж Колфилд, 9-й виконт Чарлмонт (12 июля 1887 — 18 января 1964), единственный сын Ханса Сент-Джорджа Колфилда (1837—1899), внук его преосвященства Чарльза Колфилда (1804—1862), правнук преподобного Ганса Колфилда (ум. 1854);
- 1964—1967: Роберт Тоби Сент-Джордж Колфилд, 10-й виконт Чарлмонт (30 сентября 1881 — 26 ноября 1967), второй сын Генри Сент-Джорджа Колфилда (1851—1943), внук Джеймса Колфилда (1805—1861);
- 1967—1971: Чарльз Сент-Джордж Колфилд, 11-й виконт Чарлмонт (23 ноября 1884 — 18 ноября 1971), младший брат предыдущего;
- 1971—1979: Ричард Сент-Джордж Колфилд, 12-й виконт Чарлмонт (13 марта 1887 — 18 июня 1979), младший брат предыдущего;
- 1979—1985: Чарльз Уилберфорс Колфилд, 13-й виконт Чарлмонт (10 марта 1899 — 14 сентября 1985), старший сын Чарльза Ханса Колфилда (1869—1950), внук преподобного Ханса Колфилда (1833—1874);
- 1985—2001: Джон Дэй Колфилд, 14-й виконт Чарлмонт (19 марта 1934 — 10 ноября 2001), единственный сын Эрика Сент-Джорджа Колфилда (1900—1975), внук Чарльза Ханса Колфилда (1869—1950), племянник предыдущего;
- 2001 — настоящее время: Джон Додд Колфилд, 15-й виконт Чарлмонт (род. 15 мая 1966), единственный сын предыдущего;
  - Наследник: достопочтенный Шейн Эндрю Колфилд (род. 19 мая 1996), старший сын предыдущего.